# Sanduxi Shuiku
Sanduxi Shuiku (kinesiska: 三渡溪水库) är en reservoar i Kina. Den ligger i provinsen Zhejiang, i den östra delen av landet, omkring 140 kilometer söder om provinshuvudstaden Hangzhou. Trakten runt Sanduxi Shuiku består till största delen av jordbruksmark.
Genomsnittlig årsnederbörd är 2 368 millimeter. Den regnigaste månaden är juni, med i genomsnitt 417 mm nederbörd, och den torraste är januari, med 69 mm nederbörd.